# 2006-os Tour de Georgia
A 2006-os Tour de Georgia volt a 4. Georgia állambeli kerékpárverseny. Április 18. és április 23. között került megrendezésre, össztávja 967,9 kilométer volt. Végső győztes az amerikai Floyd Landis lett, megelőzve a szintén amerikai Tom Danielson-t és az ukrán Jaroszlav Popovicsot.

## Szakaszok
|    | Dátum       | Rajt         | Cél            | km    | Szakaszgyőztes     | Összetettben vezető |
| -- | ----------- | ------------ | -------------- | ----- | ------------------ | ------------------- |
| 1. | Április 18. | Augusta      | Macon          | 207,4 | Lars Michaelsen    | Lars Michaelsen     |
| 2. | Április 19. | Fayetteville | Rome           | 186,9 | Jaroszlav Popovics | Jaroszlav Popovics  |
| 3. | Április 20. | Chickamauga  | Chattanooga    | 39,9  | Floyd Landis       | Floyd Landis        |
| 4. | Április 21. | Georgia      | Dahlonega      | 191,4 | Fred Rodriguez     | Floyd Landis        |
| 5. | Április 22. | Blairsville  | Brasstown Bald | 152,1 | Tom Danielson      | Floyd Landis        |
| 6. | Április 23. | Cumming      | Alpharetta     | 190,2 | Juan José Haedo    | Floyd Landis        |

## Végeredmény
|    | Versenyző              | Idő           |
| -- | ---------------------- | ------------- |
| 1  | Floyd Landis           | 24 óra 00:54" |
| 2  | Tom Danielson          | + 0' 4"       |
| 3  | Jaroszlav Popovics     | +1' 55"       |
| 4  | José Enrique Gutierrez | +2' 11"       |
| 5  | Janez Brajkovic        | +2' 15"       |
| 6  | David Zabriskie        | +2' 31"       |
| 7  | Nathan O'Neill         | +3' 45"       |
| 8  | Marco Pinotti          | +3' 54"       |
| 9  | Chris Baldwin          | +4' 01"       |
| 10 | Cesar Grajales         | +4' 20"       |